# Sulla tua bocca lo dirò
Sulla tua bocca lo dirò, pubblicato il 20 febbraio 2009, è un album della cantante italiana Mina.

## Descrizione
“Il disco che Mina avrebbe sempre voluto fare”, così Massimiliano Pani, alla presentazione del disco alla stampa, ha definito “Sulla tua bocca lo dirò”, l'album in cui Mina interpreta arie di musica classica.
Sono molti i cantanti pop che si sono cimentati con la cosiddetta musica colta, nel panorama internazionale due sono sicuramente i precedenti importanti: l'album Classical Barbra del 1976, dove Barbra Streisand affronta un repertorio essenzialmente liederistico su musiche di Debussy, Fauré, Orff, Schumann, Händel; Sarah Vaughan che nell'album Sarah Slightly Classical del 1963 interpreta Debussy, Cajkovskj, Chopin, Saint-Saëns.
In Italia gli esperimenti più significativi sono Alice con Mélodie passagère del 1988, Giuni Russo con A casa di Ida Rubinstein del 1988 e i due album di Albano, Antologia del 1974 e Concerto classico del 1997.
Ma non è la prima volta in assoluto che Mina si avvicina al repertorio classico, nelle trasmissioni televisive si trovano varie esibizioni, come quella a Musica da sera del 1967 dove, con il flautista Severino Gazzelloni, interpreta la “Seconda fuga in do minore” da Il clavicembalo ben temperato di Bach. Anche nella discografia ci sono esempi di contaminazione tra classico e leggero: “Chopin cha cha” del 1962 e “Ridi pagliaccio" del 1988.
Il disco non ha la pretesa di essere un'antologia panoramica della musica lirica, la scelta dei brani è incentrata sulla figura di Giacomo Puccini, presente con ben quattro opere (Manon Lescaut, la Bohème, Tosca e la Turandot), che fa da anello di congiunzione tra la gloriosa tradizione operistica italiana (Giuseppe Giordani e Albinoni) e il Novecento (Bernstein, Gershwin, Cilea, Piazzolla)..
Tutti i brani sono rielaborati e arrangiati da Gianni Ferrio con lo scopo di trasformare dei pezzi di musica classica in canzoni, nel senso moderno del termine.

## Brani
Il brano di apertura è "Mi chiamano Mimì", un'aria per soprano tratta da La bohème di Giacomo Puccini, quadro primo (Mimì si presenta, in risposta alla celebre aria di Rodolfo, "Che gelida manina"). L'interpretazione è sostanzialmente identica a quella presentata a Teatro 10 nel 1972 (Signori... Mina! vol. 4), sempre con l'arrangiamento e la direzione di Gianni Ferrio. Nonostante Mina abbia un'estensione vocale da soprano, tuttavia Ferrio ha rielaborato il pezzo su un tono molto più basso.
Anche l'interpretazione del secondo brano, "Ideale", una romanza per canto e pianoforte di Francesco Paolo Tosti, è pressoché identica a quella presentata a Milleluci (1974).
"I have a love" è un brano tratto dal celebre musical West Side Story, scritto da Stephen Soundhein su musiche di Leonard Bernstein. Mina ha sempre amato quest'opera, in una puntata di "Johnny sera" del 1966 cantò un medley, con Dorelli, dedicato al musical americano che si concludeva con "Tonight", altro celebre brano di West Side Story.
La musica barocca è rappresentata da "Caro mio ben", una celebre aria da camera composta nel XVIII secolo e attribuita a Giuseppe Giordani, detto il Giordanello. Esiste anche una versione fatta da Sting inclusa nell'album live The art of the hearth del 1992.
L'incontro tra Astor Piazzolla e Mina risale alla celebre esibizione di "Teatro 10" del 1972 con il duetto "Balada para mi muerte" (Signori... Mina! vol. 3, 1993). Qui viene presentato "Oblivion", un brano scritto dal compositore argentino nel 1994 con un testo inedito di Alba Fossati.
Ormai appurato che si tratta di una falsa attribuzione, il cosiddetto Adagio in sol minore di Albinoni è stato in realtà composto dal musicologo Remo Giazotto nel 1958; con "Mi parlavi adagio" Mina lo ripropone con un testo di Giorgio Calabrese.
Altro testo inedito di Giorgio Calabrese è quello per il preludio al terzo atto di Manon Lescaut di Giacomo Puccini (Manon è rinchiusa nella prigione di Le Havre in attesa di essere imbarcata per l'America). A questo intermezzo, originariamente solo strumentale, è stato aggiunto un testo rispettoso della metrica originale..
Un medley di due brani, "Bless, you is my woman now" e "I love you, Porgy", tratti dall'opera Porgy and Bess è l'omaggio di Mina a George Gershwin. L'interesse di Mina per il compositore statunitense risale a Studio Uno (1961), quando presentò la famosa "Summertime", inclusa poi nell'album Moliendo café (1962).
Al verismo di fine '800 appartiene L'Arlesiana di Francesco Cilea, da cui è tratto il brano "È la solita storia", un'aria del II atto, detta anche "lamento di Federico", cui è legata la popolarità dell'opera..
Paolo Bonolis, presentatore del Festival di Sanremo 2009, esponendo alla stampa il programma della gara canora, aveva accennato ad una partecipazione di Mina, lasciando adito alle ipotesi più svariate. La partecipazione consisteva nella messa in onda del brano “Nessun dorma” come sigla iniziale e finale del programma, mentre venivano mostrate alcune immagini di Mina in sala di registrazione, come anteprima del disco che sarebbe poi uscito subito dopo il Festival. "Nessun dorma", un'aria della Turandot di Giacomo Puccini, è forse il brano di musica lirica più noto al grande pubblico, grazie soprattutto a Luciano Pavarotti, che ne aveva fatto il proprio emblema specialmente nelle sue esibizioni fuori dai teatri lirici. Diversi cantanti pop, tra cui Aretha Franklin (Jewels In The Crown: All Star Duets With The Queen, 2007), si sono cimentati con questo brano. La popolarità del pezzo è dovuta alla pregnanza e veemenza del "vincerò" finale, Mina lo reinterpreta in maniera personalissima, iniziando a mezza voce per poi innestarvi un repentino e virtuoso irrobustimento. Ai meno esperti può sembrare che ci sia un'aggiunta successiva, in realtà l'improvviso passaggio dal flautato al registro pieno ("messa di voce") è una delle tecniche del canto lirico.
Gli ultimi due brani completano l'esplorazione cronologicamente ad ampio spettro dell'opera pucciniana. Dopo la Manon Lescaut del 1892 che ne decretò la consacrazione definitiva nel ruolo di operista e la Turandot, che debuttò nel 1926 postuma e completata da Franco Alfano, troviamo due opere intermedie: Tosca del 1900, da cui è tratto "E lucevan le stelle" e La bohème del 1895 da cui è tratto "Sono andati?".
In fondo all'ultimo brano è presente una ghost track, "Cielito lindo", si tratta della più popolare canzone mariachi di cui è molto nota la versione di Fabrizio De André.

## Copertina
Una prima copertina era stata disegnata da Gianni Ronco rielaborando la locandina storica della Turandot del 1926 in stile Liberty, poi utilizzata per l'edizione estera del cd, che comunque compare all'interno del libretto del cd di stampa italiana. Per la copertina italiana è stata scelta una versione fotografica eseguita da Mauro Balletti sullo stesso servizio fotografico utilizzato per l'album Salomè. Dello stesso Balletti sono le immagini interne del libretto ispirate alle opere della pittrice bohèmienne Tamara de Lempicka..

## Tracce
1. Mi chiamano Mimì - 6:37 - (Tratto da La bohème di Giacomo Puccini. Testo di Giuseppe Giacosa e Luigi Illica)
2. Ideale - 4:00 - (Musica di Francesco Paolo Tosti. Testo di Carmelo Errico)
3. I have a love - 3:38 - (Tratto da West Side Story di Leonard Bernstein. Testo di Stephen Sondheim)
4. Caro mio ben - 2:34 - (Musica e testo di Giuseppe Giordani)
5. Oblivion (Una sombra más) - 4:42 - (Musica di Astor Piazzolla. Testo di Alba Fossati)
6. Mi parlavi adagio - 3:49 - (Musica di Tomaso Albinoni e Remo Giazotto. Testo di Giorgio Calabrese)
7. Manon (Preludio al terzo atto di "Manon Lescaut") - 3:49 - (Tratto da Manon Lescaut di Giacomo Puccini. Testo di Giorgio Calabrese)
8. Bess, you is my woman now/I loves you, Porgy - 5:15 - (Tratte da Porgy and Bess di George Gershwin. Testo di DuBose Heyward e Ira Gershwin)
9. È la solita storia... - 3:46 - (Tratto da L'Arlesiana di Francesco Cilea. Testo di Leopoldo Marenco)
10. Nessun dorma - 3:32 - (Tratto da Turandot di Giacomo Puccini. Testo di Giuseppe Adami e Renato Simoni)
11. E lucevan le stelle - 2:46 - (Tratto da Tosca di Giacomo Puccini. Testo di Giuseppe Giacosa e Luigi Illica)
12. Sono andati? - 5:23 - (Tratto da La bohème di Giacomo Puccini. Testo di Giuseppe Giacosa e Luigi Illica)
Cielito lindo (ghost track) - 3:25 - (Musica e testo di Quirino Mendoza y Cortés)

## Versioni Tracce
- Mi chiamano Mimì

versione del '72 vedi Signori... Mina! vol. 4

## Musicisti

### Artista
- Mina – voce

### Arrangiamenti
- Gianni Ferrio

### Altri musicisti
- Sessioni di registrazione di Lugano
  - Anna Loro – arpa
  - Rino Ghiretti – basso tuba
  - Ugo Bongianni – celesta
  - Gabriele Comeglio, Corrado Giuffredi, Santo Risorto – clarinetti
  - Ermanno Ferrari (primo contrabbasso), Paolo Badini, Enrico Fagone – contrabbassi
  - Massimo Moriconi – contrabbasso pizzicato
  - Ugo Favaro, Pierluigi Filagna, Danilo Stagni – corni
  - Francesca Dellea, Bruno Grossi, Lucia Grossi Piccioni – flauti
  - Federico Cicoria – oboe
  - Gabriele Comeglio – ocarina
  - Gabriele Comeglio, Mauro Negri – sax soprano
  - Diego Gatti, Danilo Moccia, Floriano Rosini – tromboni
  - Antonio Leofreddi (prima viola), Gustavo Fioravanti, Nathalie Gazelle, Giampaolo Guatteri, Matthias Müller, Aurelie Sauvètre – viole
  - Anthony Flint (primo violino di spalla), Fabio Arnaboldi, Mala Valbona Arnaboldi, Gabriele Baffero, Christa Bohny, Gao Chun He, Barbara Cinnamea, Anna Francesio, Duilio Galfetti, Anthony Gjezi, Susanne Holm, Carlo Lazzarone, Martina Mazzon, Alessandro Milani, Petja Nikiforoff, Yoko Paetsch, Irina Roukavitsina, Cristina Tavazzi, Keiko Yamaguchi, Mikako Yamashita, Walter Zagato – violini
  - Johan S. Paetsch (primo violoncello), Ivaylo Daskalov, Marco Decimo, Jennifer Flint, Felix Vogelsang, Taisuke Yamashita – violoncelli
- Sessioni di registrazione di Roma
  - Augusto Mentuccia – basso tuba
  - Carla Tutino (primo contrabbasso), Maurizio Raimondo, Maria Indiana Raffaelli – contrabbassi
  - Stefano Aprile, Rino Pecorelli, Fabio Frapparelli – corni
  - Monica Berni, Paolo Fratini – flauti
  - Gilda Buttà – pianoforte
  - Gianni Oddi – sax soprano
  - Fausto Anzelmo (prima viola), Anna Rollando, Federico Rizzo, Gualtiero També, Alessio Toro, Lorenzo Rundo – viole
  - Vincenzo Bolognese (primo violino di spalla), Giulio Arrigo, Eunice Cangianiello, Elena Centurione, Anna Chulkina, Luca Cireddu, Paolo Coluzzi, Gabriele Dello Preite, Massimiliano Destro, Giulio Di Amico, Olga Doronina, Plamena Krumova, Gaspare Maniscalco, Nesnas Mervit, Michelangelo Pietroniro, Pierluigi Pietroniro, Marco Quaranta, Salvatore Spatola, Philip Sutton, Carlo Vicari – violini
  - Luca Pincini (primo violoncello), Catarina Birkeland, Luigi Chiapperino, Michele Chiapperino, Lee Kyung-Mi, Luigi Lanzillotta – violoncelli

## Classifica italiana (FIMI)
| Posizione | 2 | 5 | 5 | 6 | 13 | 23 | 28 | 51 | 43 | 77 | 73 | 63 |